# 694
Cette page concerne l'année 694  du calendrier julien. Pour l'année 694 av. J.-C., voir 694 av. J.-C.
L'année 694 est une année commune qui commence un jeudi.

## Événements
- 9 novembre[1] : le XVIIe concile de Tolède, à l'instigation du roi Égica qui accuse les Juifs de conspirer avec les Musulmans, décrète l'asservissement de tous les Juifs espagnols et la confiscation de leurs biens[2]. Il est difficile de savoir l'impact que peut avoir l'application de ces mesures (peu de sources) mais cela peut expliquer le fait que les Juifs accueillent les Musulmans en libérateurs (en 711).

- Victoire des Maronites sur les Byzantins près d’Amiun (Liban)[3].
- Al-Hajjaj est nommé gouverneur de l'Irak (694-714). Al-Hajjaj fait preuve d’une loyauté exemplaire envers les Omeyyades, il tient d’une main de fer l’Irak et les anciennes possessions sassanides[4].
- Transfert de la capitale du Japon d’Asuka à Fujiwara-kyō (« l’enclos aux glycines ») de 694 à 710[5].
- Le manichéisme est introduit en Chine où il donne naissance au míngjiào[6].
- Une colonne de bronze et de fer de 30 m de haut et de 3,60 m de circonférence est érigée en Chine[7].